# 安德列·舒賀爾尼
安德烈·许尔勒（德語：André Schürrle，1990年11月6日—）生於路德維希港，是一位前德國職業足球員，司職前鋒及邊鋒，亦能勝任中前場其他位置。2020年7月退役。

## 球會生涯
舒賀爾尼從小加入家鄉的「路德維希港人SC」球會接受訓練，十六歲也就是2006年的時候轉會到緬恩斯，三年後作為主力射手贏得青年組聯賽全國冠軍，球會因此在2009年7月中與他簽署了職業球員合約。
緬恩斯由於球會規模相對較小，因此樂於培訓和起用新秀，這樣的有利環境使舒賀爾尼很快便得到於德甲亮相的機會，在個人聯賽處子戰上與利華古遜踢成2-2不分勝負。隨後他又在2009年9月19日取得首次聯賽入球，而且更是梅開二度，幫助球隊在作客情況以3-2力挫波琴。到了2009/10球季結束時，舒卓尼一共取得5個入球以及3個助攻。
經過職業生涯首季的嶄露頭角，舒賀爾尼在2010/11球季上半段保持著良好的狀態，射門腳風順遂，一度連續三輪比賽後備登場後入球建功，助緬恩斯出人意料地兼球會歷史上第一次進佔聯賽榜榜首位置。舒卓尼的表現終於吸引到大球會的賞識，2010年9月利華古遜向外宣佈已經達成羅致舒卓尼的協議，令他即將在來年7月加盟利華古遜，轉會金額約800萬歐元。
2013年6月13日，車路士在官網中宣佈與利華古遜達成協議，舒賀爾尼正式加盟藍戰士，轉會費為1800萬英鎊，合約為期五年。
2015年2月2日，禾夫斯堡在官網中宣佈與車路士達成協議，舒賀爾尼正式加盟禾夫斯堡，轉會費為2,250萬英鎊，合約為期至4年半。
2020年7月17日，於個人社交平台上宣佈退役。

## 國家隊生涯
舒賀爾尼從少年時期開始進入各支德國國家代表梯隊，初次為國上陣則是在歐洲U-19錦標賽外圍賽階段對盧森堡，結果順利3球擊敗對手。
2009年由於在緬恩斯的球會演出悅目，舒卓尼被納入德國U21隊伍並在接著的四場比賽裡射入三球，其中之第一球是在橫掃聖馬力諾11-0的時候取得的。
2010年11月17日，德國國家隊在年度最後一場友誼賽遇上瑞典，由於多名球星傷缺，領隊祖亞占·路維有意試用一些在聯賽近況良好的年青球員，因此舒卓尼連同球會隊友劉易斯·霍爾特比，還有多特蒙德的格策、马塞尔·施梅尔策一起首次獲得成年國家隊徵召，結果舒卓尼在比賽第78分鐘替補霍爾特比上場，但始終未能打破場上0-0的悶局，兩隊最後握手言和。
2014年7月，在巴西世界盃四強對陣巴西梅開二度，助德國大勝7-1
2014年7月14日，在德國對陣阿根廷的巴西世界盃決賽中，雙方於90分鐘內均無紀錄，於加時的下半場113分鐘，舒賀爾尼於底線送出美妙而精中的傳中予馬里奧·葛斯射入致勝球，使德國再次舉起大力神盃。

### 國際賽入球
| #   | 日期           | 場地                                | 對賽球隊   | 入球 | 賽果 | 競賽               |
| --- | -------------- | ----------------------------------- | ---------- | ---- | ---- | ------------------ |
| 1.  | 2011年5月29日  | 德國,辛斯海姆,莱茵-内卡竞技场       | 乌拉圭     | 2-0  | 2-1  | 友誼賽             |
| 2.  | 2011年6月7日   | 阿塞拜疆,巴库,托菲克-巴赫拉莫夫球场 |            | 3-1  | 3-1  | 2012年歐國盃外圍賽 |
| 3.  | 2011年8月10日  | 德國,斯图加特,梅赛德斯-奔驰竞技场   | 巴西       | 3-1  | 3-2  | 友誼賽             |
| 4.  | 2011年9月4日   | 德國,蓋爾森基興,維爾廷斯球場        | 奥地利     | 5-2  | 6-2  | 2012年歐國盃外圍賽 |
| 5.  | 2011年10月11日 | 德國,杜塞尔多夫,思捷環球競技場      | 比利时     | 2-0  | 3-1  | 2012年歐國盃外圍賽 |
| 6.  | 2012年5月26日  | 瑞士,巴塞爾,聖雅各布公園球場        | 瑞士       | 2-3  | 3-5  | 友誼賽             |
| 7.  | 2012年5月31日  | 德国,莱比锡,红牛竞技场              | 以色列     | 2-0  | 2-0  | 友谊赛             |
| 8.  | 2013年10月11日 | 德国,科隆,萊茵能源球場              | 愛爾蘭     | 2-0  | 3-0  | 2014年世界盃外圍賽 |
| 9.  | 2013年10月15日 | 瑞典,斯德哥爾摩,友誼體育館          | 瑞典       | 3-2  | 5-3  | 2014年世界盃外圍賽 |
| 10. | 2013年10月15日 | 瑞典,斯德哥爾摩,友誼體育館          | 瑞典       | 4-2  | 5-3  | 2014年世界盃外圍賽 |
| 11. | 2013年10月15日 | 瑞典,斯德哥爾摩,友誼體育館          | 瑞典       | 5-3  | 5-3  | 2014年世界盃外圍賽 |
| 12. | 2014年6月1日   | 德国,門興格拉德巴赫,普魯士公園      | 喀麦隆     | 2-1  | 2-2  | 友誼賽             |
| 13. | 2014年6月6日   | 德国,美因茨,科法斯競技場            | 亞美尼亞   | 1-0  | 6-1  | 友誼賽             |
| 14. | 2014年6月30日  | 巴西,阿列格雷港,河岸球場            | 阿尔及利亚 | 1-0  | 2-1  | 2014年世界盃       |
| 15. | 2014年7月8日   | 巴西,貝洛奧里藏特,米內羅體育場      | 巴西       | 6-0  | 7-1  | 2014年世界盃       |
| 16. | 2014年7月8日   | 巴西,貝洛奧里藏特,米內羅體育場      | 巴西       | 7-0  | 7-1  | 2014年世界盃       |

## 外部連結
- 足球数据库： 许尔勒的数据统计和比赛历史 （中文）
- 歐洲足協個人簡介 （英文）
- ESPN球員介紹 （页面存档备份，存于） （英文）
- 球員生涯數據 （页面存档备份，存于） （德文）
- 轉會市場估價 （页面存档备份，存于） （德文）
- 個人官方網站 （页面存档备份，存于） （德文）